# Kareng
Kareng – wieś w Botswanie w dystrykcie North West. Według spisu ludności z 2011 roku wieś liczyła 1259 mieszkańców.